# Dị Chế
Dị Chế là một xã thuộc huyện Tiên Lữ, tỉnh Hưng Yên, Việt Nam.

## Địa lý
Xã Dị Chế có diện tích 5,27 km², dân số năm 2019 là 8.335 người, mật độ dân số đạt 1.583 người/km².

## Lịch sử
Trước đây, Dị Chế là một xã thuộc huyện Phù Tiên.
Ngày 7 tháng 10 năm 1995, Chính phủ ban hành Nghị định 57-CP
thành lập thị trấn Vương trên cơ sở điều chỉnh diện tích tự nhiên 54 hécta với 3.880 nhân khẩu của xã Dị Chế.
Sau khi điều chỉnh địa giới, xã Dị Chế còn lại diện tích tự nhiên 527 hécta với 5.150 nhân khẩu.
Ngày 6 tháng 11 năm 1996, Quốc hội ban hành Nghị quyết về việc chia tỉnh Hải Hưng thành 2 tỉnh Hải Dương và Hưng Yên và xã Dị Chế thuộc huyện Phù Tiên, tỉnh Hưng Yên.
Ngày 24 tháng 2 năm 1997, Chính phủ ban hành Nghị định 17-CP về việc chuyển xã Dị Chế thuộc huyện Phù Tiên về huyện Tiên Lữ mới tái lập quản lý.